# Heliconius araneides
Heliconius araneides är en fjärilsart som beskrevs av Otto Staudinger 1896. Heliconius araneides ingår i släktet Heliconius och familjen praktfjärilar. Inga underarter finns listade i Catalogue of Life.